# Stuart Bingham
Stuart Bingham (Basildon, 21 de maio de 1976), é um jogador britânico de snooker, profissional desde 1995 e campeão mundial em 2015. Foi o 26.º jogador a conseguir cem breaks de 100 ou mais pontos e o oitavo a conseguir dois breaks máximos em jogos de torneios a contar para o ranking mundial. Venceu o seu primeiro torneio em 2011, aos 35 anos.
Venceu o Campeonato Mundial de Snooker de 2015, batendo Shaun Murphy na final por 18-15.